# Уорд, Эдвард, 4-й виконт Бангор
Эдвард Уорд, 4-й виконт Бангор (англ. Edward Ward, 4th Viscount Bangor; 23 февраля 1827 — 14 сентября 1881) — англо-ирландский пэр и консервативный политик. Он был известен как Достопочтенный Эдвард Уорд с 1827 по 1837 год.

## Биография
Родился 23 февраля 1827 года в Лондоне. Старший сын Эдварда Уорда, 3-го виконта Бангора (1790—1837), и его жены Харриет Маргарет Максвелл (1805—1880) , второй дочери Генри Максвелла, 6-го барона Фарнема.
1 августа 1837 года после смерти своего отца 10-летний Эдвард Уорд унаследовал титулы 4-го виконта Бангора из замка Уорд в графстве Даун (Пэрство Ирландии) и 4-го барона Бангора из замка Уорд в графстве Даун (Пэрство Ирландии).
Он получил образование в Итонском колледже (1841—1842) и в Тринити-колледже Кембриджского университета.
Он служил заместителем лейтенанта графства Даун, и в 1855 году Уорд был избран ирландским представителем пэров в Палату лордов Великобритании.
Эдвард Уорд скончался 14 сентября 1881 года в возрасте 54 лет в Брайтоне, Сассекс, Англия, не будучи женатым, но, по слухам, у него был внебрачный сын, родившийся в 1856 году по имени Эдвард Терри Уорд. Ему наследовал его младший брат Генри.